# Шталаг 303

Шталаг 303 (нем. Stalag 303) – немецкий лагерь военнопленных, действовавший с сентября 1941 по май 1945 года к северо-западу от Лиллехаммера в городке Йорстадмуен (Jørstadmoen).
За годы войны через лагерь прошло несколько десятков тысяч советских военнопленных. 954 из них умерло. Лагерь имел в Норвегии множество отделений.
По воспоминаниям Ирины Скреттинг, работавшей переводчицей в шведском Красном Кресте, в 1945 году, когда норвежцы взяли под контроль лагерь пленных в Йорстадмуене, условия содержания там были ужасными: «Я никогда не видела худших условий, чем в Йорстадмуене. То, что мы увидели в этом лагере, невозможно описать. Особенно бараки с больными туберкулёзом. Они были практически изолированы от всех, ведь немцы тоже смертельно боялись заразиться. Узники лежали на нарах вдоль стен. Лежали так скученно, что было почти невозможно выбраться с нар. Санитарные условия тоже невозможно описать. Трудно было представить, что в этих бараках могли жить люди».
Шталаг 303 не стоит путать со существовавшим в Йорстадмуене с марта по апрель 1942 года пересыльным лагерем, в котором содержались учителя, арестованные за отказ вступить в Норвежский союз учителей (Norges Lærersamband). 

## Места расположения некоторых отделений
- Арендаль (Arendal)
- Берген, Гравдаль
- Берген
- Бредтведт (Bredtvedt)
- Греокер (Greåker), Эстфолл
- Грейпстад (Greipstad)
- Гуль (Gol), Бускеруд
- Далане (Dalane)
- Докка (Dokka)
- Драммен
- Йессхейм
- Йимлемуен (Gimlemoen), Кристиансанн, Вест-Агдер
- Конгсберг
- Кристиансанн
- Ландеховден (Landehovden), Сонум, Вест-Агдер
- Ларвик (Larvik)
- Листа (Lista), Вест-Агдер
- Лосет (Låset)
- Люнгдаль (Lyngdal), Вест-Агдер
- Маллетуен (Malletuen)
- Мой (Moi), Сирдал, Вест-Агдер
- Мойсунн (Moisund), Сетесдаль, Вест-Агдер
- Ос (Ås)
- Осло
- Рингебу (Ringebu), Опланн
- Снартемо (Snartemo)
- Ставангер
- Тёнсберг
- Трандум (Trandum), Улленсакер, Акерсхус
- Ульрикен (Ulriken), Берген, Хордаланн
- Фёрде (Førde), Хордаланн
- Фискеватн (Fiskevatn)
- Флеккефьорд (Flekkefjord)
- Фюресдаль, Телемарк
- Фьелль Хамар (Fjell Hamar), Хедмарк?
- Хевик (Kjevik), Кристиансанн, Вест-Агдер
- Хедлевик (Hedlevik)
- Хёйгшо (Haugsjå)
- Хейстадмуен (Heistadmoen), Бускеруд
- Хёнефосс (Hønefoss), Опланн
- Хёугесунн (Haugesund), Ругаланн
- Ховемуен (Hovemoen)
- Хопс (Hops)
- Хортен (Horten), Вестфолл
- Ши (Ski), Акерсхус
- Шиен
- Эвьемуен (Evjemoen)